# Турботрон

Турботрон у німецькій технології переробки вугільних шламів "Оліфлок": а) 1 — вугільний шлам (0,5 мм); 2 — гідроциклон; 3 — згущувач; 4 — турботрон; 5 — флотаційні камери; 6 — віброгрохот; 7 — гідросепаратор; 8 — фільтр; 9 — фільтраційна центрифуга; 10 — відходи; 11 — масляний агент; 12,13 — продукти процесу;
в) турботрон: 1 — корпус апарату; 2 — вал; 3 — гідравлічний привод; 4 — відбивач потоку; 5 — лопаті імпелера; 6 — робоча рідина гідроприводу; 7 — подача водо-вуглемасляної суспензії; 8 — продукти грануляції

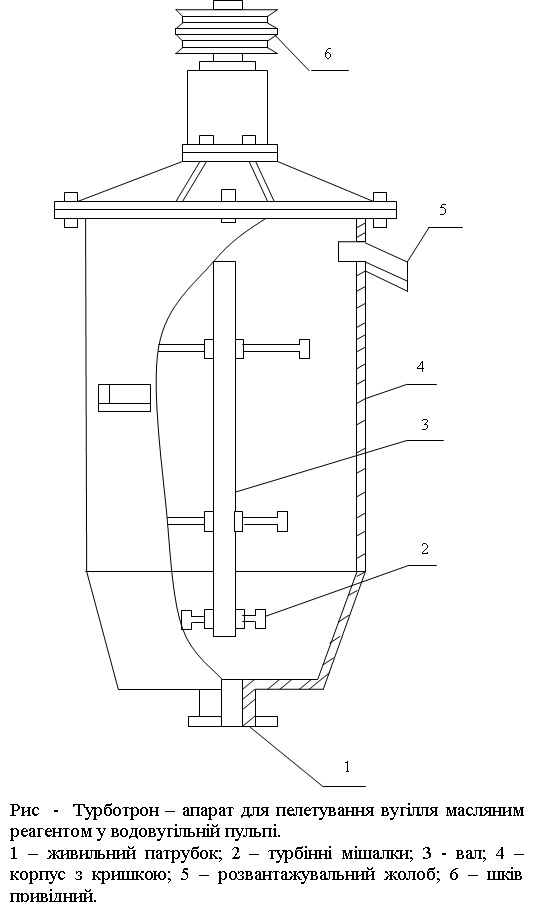
Версія турботрона.

Приклад моделювання. Комп'ютерна модель поля швидкостей пульпи в мішалці "Турботрон". Система Flow Simulation програмного середовища SolidWorks

Варіанти імпелера. 3D-моделі : а) лопатева конструкція; б) з дворядними вертикальними лопатями в) пропелерного типу;

Турботрон (рос. турботрон, англ. turbotron, нім. Turbotron n) –  механічний перемішувач, мішалка спеціальної конструкції. 
Характерна особливість – декілька імпелерів на одному вертикальному валу перемішувача. Діаметр імпелерів може зменшуватися знизу вгору за певною закономірністю. Це дозволяє забезпечити активне перемішування гідросуміші по всьому робочому об'єму мішалки-турботрона.
Застосовується, напр., в процесах масляної аґреґації.
Перше застосування - в німецькому варіанті масляної аґреґації вугільних шламів - процесі “Оліфлок”. 
В Україні застосовано для переробки вугільних шламів на вуглезбагачувальній фабриці (цеху) Авдіївського КХЗ (модернізована камера флотаційної машини), а також випробувано на ЦЗФ "Росія" (Процес «ОВЗУМС»).

## Інтернет-ресурси
- Турботрон